# Штурм Грозного силами Временного совета
Ноябрьский штурм Грозного состоялся 26 ноября 1994 года в ходе конфликта в самопровозглашённой Чеченской Республике Ичкерии. Попытка российских спецслужб и пророссийской оппозиции взять город и свергнуть президента Джохара Дудаева окончилась провалом. В штурме принимали участие российские военнослужащие, завербованные Федеральной службой контрразведки. Неудачный штурм Грозного продемонстрировал активное участие российских властей во внутричеченском конфликте. После этого Совет безопасности России принял решение о начале силовых «мер по поддержанию конституционного порядка», что привело к Первой чеченской войне.

## Предыстория
С 1991 года на территории бывшей Чечено-Ингушской АССР существовало самопровозглашённое государство Чеченская Республика Ичкерия (ЧРИ), президентом которой стал бывший генерал советских ВВС Джохар Дудаев. В течение нескольких лет территория ЧРИ была практически неподконтрольна российским федеральным властям.
В середине 1993 года в ЧРИ произошёл серьёзный конфликт между Дудаевым и чеченским парламентом, завершившийся разгоном последнего и кровопролитием. В декабре появился Временный совет Чеченской Республики (глава — Умар Автурханов), который в июне 1994 года на съезде представителей чеченского народа был провозглашён высшим органом государственной власти в Чечне. На том же съезде было выдвинуто требование отставки Дудаева. Вслед за этим начались боевые действия между вооружёнными силами ЧРИ и подразделениями Временного совета.
Осенью 1994 года Российская Федерация начала оказывать чеченской оппозиции прямую военную помощь. В сентябре произошла первая поставка вооружения, в том числе десяти бронетранспортёров БТР-80 и шести боевых вертолётов Ми-24, пилотировавшихся российскими экипажами. В течение сентября-октября 120 боевиков Временного совета прошли подготовку на полигоне «Прудбой» 8-го Волгоградского армейского корпуса.
15 октября 1994 года силы Временного совета вступили в Грозный, практически не встречая сопротивления, но затем отошли из города, будто бы получив некий приказ из Москвы.

## Подготовка рейда
Выполняя директиву Генерального штаба, 1 ноября 1994 года Северокавказский военный округ предоставил чеченской оппозиции 40 танков Т-72. Танковые экипажи набирались офицерами Федеральной службы контрразведки в частях Московского военного округа. С добровольцами заключался контракт, по которому сразу же выплачивался 1 млн неденоминированных рублей (около 325$). Кроме того, были установлены расценки за участие в боевых действиях, уничтоженную вражескую технику, за ранения (25 миллионов рублей за лёгкое, 50 миллионов за среднее, 75 миллионов за тяжёлое). В случае гибели военнослужащего родственники должны были получить 150 млн рублей (около 50 тыс. долл.). Среди завербованных танкистов оказались и участники октябрьских событий в Москве 1993 года. В частности, старший лейтенант Андрей Русаков в октябре 1993 года в телеэфире рассказывал о своём участии в обстреле Белого дома; в начале декабря 1994 года уже капитан Русаков вновь был показан по телевидению, находясь в чеченском плену. Вопросами вербовки и переброски оружия занимались начальник Московского управления ФСК Евгений Савостьянов (как заместитель директора ФСК Сергея Степашина он курировал кавказское направление) и заместитель министра по делам национальностей Александр Котенков.
После получения бронетехники военный потенциал Временного совета значительно усилился. 17 ноября началась подготовка к новому штурму Грозного.

## Штурм
Штурм начался утром 26 ноября 1994 года. В Грозный входили три колонны по трём направлениям. В составе колонн были танки Т-72 с российскими экипажами (всего в штурме участвовали 78 завербованных российских военнослужащих) и грузовики с боевиками Временного совета, прикрытие с воздуха осуществляли вертолёты Ми-24 также с российскими экипажами. Различные источники противоречат друг другу в описании штурма; насколько можно судить, в первые часы операции наступавшие почти не встречали сопротивления, хотя есть информация о том, что вышедшая из Толстой-Юрта колонна попала под обстрел ещё на подходе к Грозному, в районе села Петропавловское.
Войдя в Грозный, российские танкисты останавливались на светофорах и иногда спрашивали у местного населения дорогу к Президентскому дворцу. Без боя был занят телецентр, возле которого остались три танка. Остальные продолжали двигаться в направлении президентского дворца, однако, не доезжая до него, встретили серьёзное сопротивление. По данным Сергея Козлова (ветеран подразделений спецназа ГРУ, участник Афганской войны, редактор отдела в журнале «Солдат Удачи»), к дворцу сумел прорваться всего один танк, экипаж которого был эвакуирован подразделением специального назначения. Согласно Козлову, этот отряд спецназа (также сформированный из добровольцев в Московском военном округе) сделал несколько выстрелов по дворцу из реактивных огнемётов «Шмель», в результате чего внутри начался пожар.
Сообщалось, что Президентский дворец был захвачен боевиками участвовавшего в штурме на стороне оппозиции полевого командира Руслана Лабазанова.
Танкисты, занявшие позиции у телецентра, вскоре[когда?] подверглись атаке «абхазского батальона» Шамиля Басаева и сдались охранникам телецентра. К исходу дня 26 ноября силы Временного совета покинули Грозный. Несмотря на провал штурма, российские телеканалы вечером 26 ноября сообщали о взятии Грозного и о телевизионном выступлении Автурханова с объявлением о переходе власти в руки Временного совета.

## Потери сторон
На следующий день после штурма начальник пресс-службы Дудаева Хасин Радуев сообщил многократно завышенные данные о потерях наступавших, а также о пленении 68 российских военнослужащих. В реальности же в плен попал 21 танкист, что подтверждается составленными поимёнными списками. Дудаев пригрозил расстрелять пленных, если российская сторона откажется признать факт участия своих военнослужащих в конфликте.
Потери в ходе штурма с трудом поддаются оценке. Так, участник событий сообщает, что из 40 имевшихся у оппозиции танков из города вышли 18 машин. По другим данным, в штурме были задействованы 35 танков Т-72, и лишь 4 из них сумели покинуть город.
Какая-то часть подбитых танков впоследствии была отремонтирована пленными танкистами и вошла в состав вооружённых сил ЧРИ.

## Версии причин штурма
Некоторые очевидцы событий уверены, что провал штурма Грозного силами Временного совета был запланирован заранее, чтобы спровоцировать крупномасштабное вторжение российских войск в Чечню. Так считает, например, президент Чечни Рамзан Кадыров:

В ноябре 1994 года в Грозный направили танковую колонну, посадив за рычаги вчерашних военнослужащих Кантемировской дивизии. Эта авантюра была предпринята за две недели до начала широкомасштабной войны, чтобы оказать морально-психологическое воздействие на население страны, убедить россиян в необходимости военных действий и их оправданности. Павел Грачев как опытный военачальник не мог не знать, что в центре города без сопровождения пехоты танковая колонна будет расстреляна. Так и произошло. Танки горели, гибли военнослужащие, часть из них оказалась в плену, кадры телевизионных съемок демонстрировали днем и ночью. Такого нельзя было простить. В этом-то и был весь замысел.

Версии российской стороны
Впоследствии руководители других силовых ведомств будут утверждать, что были против проведения данной операции. Анатолий Куликов, в то время командующий внутренними войсками:

По правде сказать, когда я впервые услышал о так называемых «добровольцах», я полагал, что ФСБ рассчитывает привлечь к своей операции действительно опытных людей. Другой вопрос, как это «наёмничество» выглядит с моральной точки зрения, но представлялось, что будут приглашены умелые, тертые разными войнами мужики, для которых военное ремесло является смыслом жизни, а бой — естественной средой обитания. Но идея Савостьянова для наших просторов казалась слишком экзотичной и напоминала имитацию голливудского сценария, в котором горстка героев из спецслужбы с помощью честных и простодушных аборигенов бросает вызов восточному деспоту. Можно было и вовсе забыть об этих прожектах Савостьянова, если бы 22 ноября мне в Москву из Моздока не позвонил Анатолий Романов (в то время был замом Куликова, — прим.). По всему чувствовалось, что он едва сохранял самообладание: «Вы знаете, товарищ командующий, сюда прислали каких-то пацанов. Никому они не нужны, все брошены…»
Я не сразу сообразил, в чём дело. Переспрашиваю: «Какие пацаны, Анатолий?» Отвечает: «Самые настоящие… Сержанты срочной службы из Кантемировской и Таманской дивизий. Вроде как в помощь оппозиции. Но ими в Моздоке никто не занимается и никто не знает, что с ними делать. Обыкновенные мальчишки: почти всем пришел срок увольняться в запас…»

Скептически смотрел на планируемую операцию и министр обороны Павел Грачев:

Я только догадывался, что ведётся подготовка какой-то силовой акции. Под крылом ФСБ. Потом от нашего министерства потребовали представителя в координационный орган. Им стал начальник Генштаба Михаил Иванович Колесников. От нас, военных, потребовали немного техники и добровольцев для оказания помощи пограничникам и ФСБ. Я категорически запретил Колесникову привлекать к операции солдат срочной службы. Но они и не понадобились. Многие офицеры, прапорщики Таманской, Кантемировской дивизий согласились участвовать в операции: ведь им платили деньги… Операция готовилась тайно. О её начале я, например, узнал тогда, когда был в командировке во Владивостоке. Было это в ноябре 94-го. Мне позвонил Колесников и доложил: смешанный танковый батальон колонной вошел в Грозный. Ничего себе! Сразу спрашиваю: есть ли потери? Никаких потерь, отвечает, никакой стрельбы, чеченцы приветствуют военных. Беслан Гантамиров, мэр Грозного, с нами, Доку Завгаев тут же. Все отлично. Я перекрестился.

## Последствия
Сразу после штурма министр обороны России Павел Грачёв дал свою оценку произошедшего, фактически приравняв пленных российских военнослужащих к наёмникам:

Ну, знаете, я как-то не очень интересуюсь этим вопросом, так как [российские] вооружённые силы, в принципе, не участвуют там. …Хотя я смотрю телевидение, и, вроде, пленные там захвачены и ещё кто-то. Я, единственное, знаю, что с каждой стороны — и на стороне Дудаева, и на стороне оппозиции — воюют большое количество наёмников.
…Если бы воевала российская армия, то, по крайней мере, одним парашютно-десантным полком можно было бы в течение двух часов решить все вопросы.

В последующие две недели 20 пленных российских военнослужащих были освобождены, а один остался в плену; впрочем, существует версия, что пленных было около 30, и по каким-то причинам не все из них вернулись из плена.
Генерал Борис Поляков, командующий 4-й гвардейской Кантемировской танковой дивизией (в которой проводился набор танкистов для участия в операции) подал рапорт об отставке.
После провала попытки свержения Джохара Дудаева силами чеченской оппозиции правительство России приняло решение о вводе в Чечню регулярной армии. Вспоминает Павел Грачёв:

В конце ноября состоялось памятное заседание совета, где были поставлены все точки. Президентом? Увы. Доклад о текущем моменте делал министр по национальным вопросам — Егоров Николай Дмитриевич. Он говорил, что в Чечне всё нормально: «в результате работы с населением» мы достигли прогресса — 70 процентов чеченцев ждут, когда войдут российские войска. Остальные 30 в основном нейтральны. Сопротивление окажут только отщепенцы…. Мне кажется, что он хотел как-то замазать, что ли, горький осадок от первого поражения. Отвлечь внимание, списать гибель батальона на дикую случайность. А может, и увести кого-то от ответственности за провал ноябрьской операции…

30 ноября президент Борис Ельцин подписал секретный Указ № 2137с «О мероприятиях по восстановлению конституционной законности и правопорядка на территории Чеченской Республики». С 1 декабря боевая авиация начала нанесение ударов по территории Чечни (в частности, на аэродромах был уничтожен весь авиапарк военно-воздушных сил ЧРИ), при этом штабы ВВС и ПВО России отказались подтвердить факты налётов, и бомбардировки осуществлялись «неизвестными» самолётами. 6 декабря министр обороны России Павел Грачёв и министр внутренних дел Виктор Ерин встретились с президентом непризнанной республики Джохаром Дудаевым в станице Орджоникидзевская (Ингушетия). 11 декабря начался ввод в Чечню федеральных сил. Началась Первая чеченская война.

## Отражение в культуре
Событиям штурма Грозного силами Временного совета 26 ноября 1994 посвящён чеченский полнометражный художественный фильм 2019 года «Штурм» — первый в послевоенной Чечне фильм, повествующий о событиях времён ЧРИ.